# 江口克彦
江口 克彦（えぐち かつひこ、1940年2月1日 - ）は、日本の実業家、政治家。地域政党自由を守る会顧問。
参議院議員（1期）、PHP総合研究所・PHP研究所社長、松下電器産業株式会社理事、内閣官房道州制ビジョン懇談会座長、みんなの党最高顧問・両院議員総会長、次世代の党顧問・両院議員総会長・総務会長、おおさか維新の会国会議員団顧問などを歴任。

## 経歴
愛知県名古屋市生まれ。愛知県立瑞陵高等学校卒業。慶應義塾大学法学部政治学科（中村菊男ゼミ）卒業。
松下電器産業株式会社入社後、1967年にPHP総合研究所に異動、松下幸之助の秘書となる。昭和51年に経営を任され、2004年に同社社長に就任、2009年に退任。道州制ビジョン懇談会座長（内閣官房）、沖縄新世代経営者塾塾長（内閣府）などを務めた。
2009年2月、渡辺喜美・江田憲司両衆議院議員の呼びかけに応じ、「脱官僚」「地域主権」「国民生活重視」の推進のための国民運動体に参加した。2010年7月、第22回参議院議員通常選挙においてみんなの党公認で比例区から出馬し当選、同党の最高顧問に就任した。直後の第175回国会では参議院議長選挙に同党候補として、11票を獲得している。
2013年7月、参議院国家基本政策委員長に就任。2013年8月、参議院行政監視委員長に就任。
2014年6月21日、渡辺喜美の多額借り入れ問題について渡辺に辞任を迫ったことを理由に、みんなの党に対して離党届を提出したことを公表。当面は無所属で活動するとした。7月2日、党執行部が離党届を受理した。
8月25日、かねてより超党派自主憲法研究会の活動などを通じて考え方が近いと伝えられてきた次世代の党への入党意向を固めたことが一部で報じられ、翌26日次世代の平沼赳夫党首、山田宏幹事長とともに記者会見し、党総務会で正式に入党が認められたことが発表された。また同時に、江口が次世代の党の憲法調査会長と顧問を務めることが発表された。9月、参議院におけるみんなの党会派も離脱して会派「次世代の党」に参加し、参議院行政監視委員長のポストも失職した。これにより、みんなの党は衆参両院での委員長ポストを失った。
2015年12月17日、次世代の党が日本のこころを大切にする党に党名変更することに反発し離党。
2015年12月24日、おおさか維新の会に入党。
2016年3月17日、第24回参議院議員通常選挙には出馬せず1期で引退する考えを表明した。
2016年9月24日、上田令子東京都議会議員が代表を務める地域政党自由を守る会の顧問に就任。

## 政策
- 消費税増税は松下幸之助の教えに背くものであるとして反対している[11]。2012年7月24日の参議院予算委員会で、松下政経塾出身の野田佳彦首相（当時）の消費税増税方針を批判した[12]。
- 選択的夫婦別姓制度導入に反対している[13]。
- 自身の公式サイトに「憲法改正 江口試案」を掲載している[14]。
- 自身のホームページで
  - 子供と高齢者・身障者の医療費無償化
  - 女性が現在の賃金のまま勤務時間が短縮する制度の成立

を提案している。

## 所属議員連盟
- 日本会議国会議員懇談会[16]
- みんなで靖国神社に参拝する国会議員の会[16]
- 親学推進議員連盟[17]

## 主な役職
主な経歴はは以下の通り。
- 内閣官房　道州制ビジョン懇談会　座長
- 内閣府 沖縄新世代経営者塾 塾長
- 内閣府　公務員制度の総合的改革に関する懇談会　委員
- 内閣府　イノベーション25戦略会議　委員
- 建設省 都市再生推進懇談会 委員
- 国土交通省 観光に関する懇談会 委員
- 内閣総理大臣諮問機関経済審議会 特別委員
- 大阪大学大学院　客員教授
- 立命館大学経営大学院 客員教授
- 中小企業大学校　客員教授
- 地域主権型道州制国民協議会　会長
- 名古屋市経営アドバイザー（専門委員）
- 憲法円卓会議 座長
- 松下社会科学振興財団 専務理事
- 特定非営利活動法人「武士道協会」副理事長
- 研究提言機構「世界を考える京都座会」コアメンバー
- 研究提言機構「次代を考える東京座会」座長
- 「歴史街道」推進協議会 理事
- 経済同友会 幹事
- 京都経済同友会 常任幹事
- 社団法人 京都音楽文化協会 理事
- 財団法人 学生サポートセンター 評議員
- 関西師友協会 理事
- 関西学生発イノベーション創出協議会 顧問
- 美ら島沖縄大使
- 松下電器産業株式会社（現：パナソニック株式会社） 理事 他
- 親学推進議員連盟 副会長
- 親学推進協会 評議員
- 一般財団法人日本教育推進財団 顧問

## 叙勲等
- 紫色大綬景星勲章（台湾） 2000年4月
- 国際報道文化賞（台湾） 2000年5月
- 京都府産業功労者表彰 2001年11月
- 文化庁長官表彰 2008年11月
- 東久邇宮文化褒賞 2010年10月
- 旭日中綬章 2016年11月

## 著書
- 『凡々たる非凡　松下幸之助とは何か』（エイチアンドアイ）
- 『松下幸之助はなぜ成功したのか』
- 『ひとことの力』
- 『上司力２０　部下に信頼される２０の法則
- 『部下論　上司に評価される２０の法則  （以上、東洋経済新報社）
- 『松下幸之助に学ぶ　部下がついてくる叱り方』（方丈社）
- 『賢い生き方』（毎日新聞出版）
- 『指導者の心得るべきこと』（平凡社）
- 『地域主権型道州制の総合研究』（中央大学出版部）
- 『国民を元気にする国のかたち』
- 『ほんとうの生き方』
- 『日本を元気にする地域主権』（共著）
- 『地域主権型道州制～日本の新しい「国のかたち」～』
- 『脱「中央集権」国家論』
- 『地域主権論』
- 『日本再編計画』（共著）
- 『増税無用論』
- 『オレが日本を元気にしてやる！』
- 『成功は小さい努力の積み重ね―松下幸之助の言葉を読み解く―』
- 『江口克彦・人生を考える201のメッセージ』ほか（以上、PHP研究所）
- 『松下幸之助は　なぜ松下政経塾を創ったのか』
- 『松下幸之助　成功の法則』（以上、WAVE出版）
- 『猿は猿　魚は魚　人は人』（講談社）
- 『松下幸之助　君なら必ず出来る』（アスコム）
- 『トップ一人の責任』（ぱる出版）

ほか多数